# Bruce Djite
Bruce Djite (* 25. März 1987 in Washington, D.C.) ist ein ehemaliger australischer Fußballspieler.

## Vereinskarriere
Djite, 1987 als Sohn eines ivorischen Professors und einer Togoerin in Washington, D.C. geboren, kam 1990 im Alter von drei Jahren mit seiner Familie nach Australien, wo sein Vater eine Stelle an der University of Western Sydney angenommen hatte. Bei einem mehrmonatigen Aufenthalt in der Elfenbeinküste kam Djite 6-jährig mit dem Fußballspiel in Kontakt und trat nach seiner Rückkehr nach Australien einem lokalen Fußballklub bei. Im Alter von 13 Jahren kam er zum Northern Spirit FC, nach der Auflösung des Klubs 2004 wechselte er in die Nachwuchsabteilung der Marconi Stallions.
2006 wurde der Stürmer am Australian Institute of Sport aufgenommen und erhielt im Oktober desselben Jahres einen Kurzzeitvertrag bei Adelaide United. Sein Debüt in der A-League gab er 22. Oktober bei einem 4:2-Heimerfolg gegen die New Zealand Knights, nach seiner Teilnahme an der U-19-Asienmeisterschaft erhielt er im Dezember erneut einen Vertrag und kam unter anderem bei der 0:6-Niederlage im Meisterschaftsfinale gegen Melbourne Victory zum Einsatz.
Zur Saison 2007/08 wurde Djite fest verpflichtet und etablierte sich als Stammspieler bei Adelaide. Mit sechs Treffern in nur zwölf Ligaeinsätzen, eine Knöchelverletzung zwang ihn zu einer zweimonatigen Pause, war er Adelaides erfolgreichster Torschütze und wurde am Ende der Saison mit dem Rising Star Award als bester U-20-Spieler der Liga ausgezeichnet. In der Sommerpause unterschrieb er für eine kolportierte A-League-Rekordablösesumme von 850.000 A$ einen Drei-Jahres-Vertrag beim türkischen Klub Gençlerbirliği Ankara.
Nachdem er in seiner ersten Saison in der Türkei zu 28 Ligaeinsätzen kam und sechs Treffer erzielte, wird er in seiner zweiten Spielzeit bislang nur sporadisch eingesetzt.

## Nationalmannschaft
Djite war aufgrund seiner Herkunft für vier verschiedene Fußballverbände international spielberechtigt. Neben seinem Geburtsland USA hätte er auch für eines der Geburtsländer seiner Eltern (Elfenbeinküste und Togo) antreten können. Djite entschied sich jedoch für eine Karriere in der australischen Landesauswahl und sagte dazu später:

„I never wanted to play for any other country but Australia. I learned my football in Australia. I'm Australian.“

„Ich wollte nie für irgendein anderes Land als Australien spielen. Ich erlernte das Fußballspiel in Australien. Ich bin Australier.“

2006 scheiterte er mit den Young Socceroos, der australischen U-20-Nationalmannschaft, im Viertelfinale der U-19-Asienmeisterschaft und verpasste damit die Qualifikation für die Junioren-WM 2007. Zwischen 2007 und 2008 stand er regelmäßig im Aufgebot der australischen Olympiaauswahl (U-23), fand für das olympische Fußballturnier 2008 in China aber, wie auch sein früher Mannschaftskollege bei Adelaide, Nathan Burns, überraschend keine Berücksichtigung im Team von Trainer Graham Arnold.
Zu seinem Länderspieldebüt in der australischen A-Nationalmannschaft kam der Offensivakteur im März 2008 in einem Freundschaftsspiel gegen Singapur, als er zur Halbzeit eingewechselt wurde. In der Folge kam er auch in der Qualifikation für die Weltmeisterschaft 2010 mehrfach zu Einsätzen.